# کیم جیمین
کیم جیمین (انگلیسی: Kim Jimin Stone؛ زادهٔ ۱۵ ژوئن ۱۹۹۶) موسیقی‌دان اهل کره جنوبی است.